# Portage (Wisconsin)
Portage település az Amerikai Egyesült Államok Wisconsin államában, Columbia megyében, melynek megyeszékhelye is. Lakosainak száma 10 581 fő (2020. április 1.).

## Népesség
A település népességének változása:

| 2010 | 10 324 |
| 2020 | 10 581 |